# Jean-Pierre Andrevon
Pour les articles homonymes, voir Andrevon.
 (juin 2019).
Œuvres principales
- Les Hommes-machines contre Gandahar
- Le Travail du furet à l'intérieur du poulailler

Jean-Pierre Andrevon, né le 19 septembre 1937 à Bourgoin-Jallieu, est un écrivain français de science-fiction et de fantastique. Il est également anthologiste, critique littéraire et cinématographique et illustrateur.

## Biographie
Après une enfance à la campagne marquée par la guerre et l'occupation, Jean-Pierre effectue des études secondaires avortées au lycée Champollion à Grenoble. Il travaille ensuite aux Ponts et Chaussées de 16 à 20 ans. Il entre à l'École des arts décoratifs de Grenoble en 1957. Il enseigne un an le dessin au lycée Champollion, puis effectue son service militaire en Algérie, jusqu'en 1963.
De retour en France, il enseigne à nouveau jusqu'en 1969 puis devient écrivain à temps plein. Depuis la sortie des Arts Décos, et parallèlement à l'enseignement, Jean-Pierre Andrevon poursuit et développe de nombreuses activités : journaliste, peintre, auteur-compositeur-interprète, cinéaste. Mais c'est dans l'écriture de fiction qu'il obtient ses premiers succès. Après des parutions dans divers fanzines, sa première nouvelle professionnelle est publiée dans le magazine Fiction en mai 1968.
Dès lors, Andrevon publie chaque année en moyenne trois ou quatre ouvrages (romans, recueils de nouvelles, travaux en commun), au départ essentiellement chez Denoël et au Fleuve noir où il a débuté en signant du pseudonyme Alphonse Brutsche), puis chez de très nombreux autres éditeurs (J'ai lu, Le Livre de poche, Flammarion, Magnard, Nathan, Canaille, Baleine, etc.).
Désormais, il publie moins souvent, et s'est éloigné de la SF au profit du thriller et de la littérature pour la jeunesse. Il a également écrit une autobiographie en 1993 sous le titre Je me souviens de Grenoble.
De sensibilité écologiste, Jean-Pierre Andrevon est considéré et se considère comme un auteur engagé, comme en témoigne sa nouvelle Le Monde enfin,.

### Activité littéraire
En 1969, il publie son premier roman, Les Hommes-machines contre Gandahar, qui sera adapté 20 ans plus tard à l’écran par René Laloux sous le titre Gandahar.
En 1981, il publie un premier livre pour enfants, La Fée et le géomètre qui reçoit en 1982, le prix de la science-fiction pour la jeunesse.
En 1983, un livre d'or réunissant ses meilleurs textes est réalisé par Patrice Duvic.
En 1983, il publie Le Travail du furet à l'intérieur du poulailler, roman adapté pour la télévision en 1994 (un téléfilm de 1h35 par Bruno Gantillon), puis en bande dessinée entre 2004 et 2007 (trois albums avec des dessins d'Afif Khaled).
En 1990, il reçoit le Grand prix de l'Imaginaire dans la catégorie Roman francophone pour Sukran.
En 2006, il publie aux éditions Fleuve noir une nouvelle version de Le Monde enfin, qui reçoit le prix Julia-Verlanger. Jean-Pierre Andrevon a développé cette nouvelle initialement parue en 1975, dans Utopies 75- pour en faire un roman-fleuve (492 pages).

### Autres activités
Son activité dans la presse se poursuit et culmine dans les années 1970 : articles et dessins dans Charlie Hebdo, Charlie Mensuel, Combat Non-Violent, critiques BD et cinéma dans Circus, À Suivre, L'Écran fantastique, Toxic magazine.
Il participe surtout à la revue Fiction, à partir de 1968 jusqu’à son dernier numéro en 1990, et, dès son premier numéro, à La Gueule ouverte, revue française consacrée à l’écologie militante.
Dans la deuxième moitié des années 1980, il participe à la création de deux collections de science-fiction, comme codirecteur à La Découverte, comme lecteur et illustrateur aux éditions de l’Aurore.
Entre 1983 et 1989, Andrevon participe à la direction et aux activités du Centre de création littéraire de Grenoble, maison d’édition associative, où il publie nouvelles, poèmes, posters et cartes postales.
À partir des années 1990 il exerce également son activité dans la peinture et le dessin. Il réalise notamment deux prestations picturales d'importance : une peinture murale, Le Mur des galaxies, à la Maison d’Ailleurs, musée international de la science-fiction à Yverdon-les-Bains, en Suisse, en 1990 et une exposition personnelle à l'hôtel de ville de Grenoble en 1993.
En 2007, sous l'amicale impulsion de Sirieix (du groupe Trois Fois Rien), il réalise son premier CD Vol.1: Je viens d'un pays, comprenant quatorze titres originaux et une reprise, hommage à son mentor musical Stéphane Golmann. Il récidive en 2009 avec Vol.2: Les Gens et en 2011 avec Vol.3: Le cours du temps, toujours avec Sirieix et sous le label associatif Vecteurs Bis.
Ensuite, Jean-Pierre Andrevon a été animateur dans l'émission "CineQuaNon" sur Radio Campus Grenoble (90.8 FM), diffusée le mercredi de 12h à 13h et rediffusée le samedi qui suit de 16h à 17h.

### Engagement politique
En 2012, il soutient Jean-Luc Mélenchon, candidat du Front de gauche à l'élection présidentielle.

## Œuvres

### Années 1960
- Les Hommes-machines contre Gandahar, 1969

### Années 1970
- Aujourd'hui, demain et après, 1970, nouvelles  (ISBN 978-2207301241)réédition 1982
- La Guerre des Gruulls, 1971réédition 1990
- Un froid mortel, Fleuve noir, collection Angoisse no 201, 1971
- Cela se produira bientôt, Denoël, coll. « Présence du futur » no 135, 1971, nouvelles
- Régression, 1972, nouvelle  (ISBN 978-2-7544-0646-8)réédition chez Eons
- Le Temps des grandes chasses, 1973  (ISBN 978-2207301623)
- Le Dieu de lumière, 1973
- Le Temps cyclothymique, 1974  (ISBN 978-2265040601)
- Une lumière entre les arbres, 1974  (ISBN 978-2265029613)
- Les Enfants de Pisauride, 1975réédition 1990
- Scant, nouvelle (1975)
- Retour à la Terre, 1975, anthologie de science-fiction française  (ISBN 978-2207301890)
- Le Monde enfin, 1975, nouvelle
- Retour à la Terre 2, 1976, anthologie de science-fiction française
- Le Désert du monde[10], Denoël, 1977
- C'est tous les jours pareil[11], 1977
- Le petit chat est mort, 1977, nouvelle  (ISBN 978-2-7544-0480-8)réédition chez Eons
- Paysages de mort, 1978  (ISBN 978-2207302538)
- Un nouveau départ, 1978, nouvelle  (ISBN 978-2-7544-0480-8)réédition chez Eons
- Avenirs en dérive, 1979
- Les Revenants de l'ombre, 1979  (ISBN 978-2207245613)
- Cent Monstres du cinéma fantastique, 1979  (ISBN 978-2723400787)Écrit avec Alain Schlockoff.

### Années 1980
- Le Reflux de la nuit, 1980  (ISBN 978-2702410653)
- Le Livre d'or d'Alain Dorémieux, 1980, anthologie présentée par Jean-Pierre Andrevon
- Le Vent, 1980, nouvelle  (ISBN 978-2-7544-0480-8)réédition chez Eons
- La Fée et le Géomètre, 1981  (ISBN 978-2092046418)
- Cauchemar... Cauchemars !, J'ai lu no 1281, 1982  (ISBN 978-2277212812)
- L'Immeuble d'en face, Présence du futur, 1982Écrit avec Philippe Cousin.
- Le Travail du furet à l'intérieur du poulailler, J'ai lu no 1549, 1983  (ISBN 978-2277215493)
- Tout à la main, 1983  (ISBN 978-2-7544-0483-9)réédition chez Eons en 2008
- Ce qui vient de la nuit, Néo, 1984
- Soupçons sur Hydra, Fleuve Noir Anticipation, 1984  (ISBN 2-265-02619-0)Réédition avec Le Premier Hybride (1985) sous le titre Hydra chez Eons no 65 en 2006 (ISBN 978-2-7544-0325-2)
- Hôpital Nord, Présence du futur, 1984Écrit avec Philippe Cousin.
- Le Premier Hybride, Fleuve Noir Anticipation, 1985Réédition avec Soupçons sur Hydra (1984) sous le titre Hydra chez Eons no 65 en 2006 (ISBN 978-2-7544-0325-2)
- Ne coupez pas..., La Découverte coll. « Fictions », 1985  (ISBN 2-7071-1593-2)
- Pénurie (1986)
- Cauchemars de sang, Fleuve noir coll. « Gore » no 26, 1986  (ISBN 2-265-03334-0)
- Gare centrale, Présence du futur, 1986Écrit avec Philippe Cousin.
- La Trace des rêves, J'ai lu no 2372, 1988  (ISBN 978-2253071730)
- Comme une odeur de mort, Fleuve noir coll. « Gore » no 85, 1989  (ISBN 2-265-04045-2)
- Sukran, Denoël, 1989  (ISBN 978-2207304938)Réédition chez Gallimard (coll. Folio SF) en 2008[12] Grand prix de l'Imaginaire dans la catégorie Roman francophone en 1990[6]

### Années 1990
- Six étages à monter, 1990
- Tout va mal !, 1991  (ISBN 978-2877950138)
- Une mort bien ordinaire, 1993  (ISBN 978-2207600399)
- L'Homme aux dinosaures, 1994  (ISBN 978-2020209502)Écrit avec Silvio Cadelo et Stephen Jay Gould.
- L'Arche, 1995  (ISBN 978-2840990406)
- Le Masque au sourire de crocodile, Fleuve noir, 1995  (ISBN 978-2265051393)
- Huit morts dans l'eau froide, 1995  (ISBN 978-2265051331)
- Le Dernier Dimanche de Monsieur le chancelier Hitler, 1995  (ISBN 978-2909659145)
- Chasse à mort, 1996  (ISBN 978-2265053458)
- Manuscrit d'un roman de SF trouvé dans une poubelle, 1996  (ISBN 978-2911576041)
- CHAPO, 1996
- Le Jour du grand saut, 1996  (ISBN 978-2013213936)
- Gandahar et l'Oiseau-monde[13], 1997  (ISBN 978-2012096349)
- La Nuit des bêtes, 1997  (ISBN 978-2013215824)
- Le Parking mystérieux, 1997  (ISBN 978-2210977488)
- Papy end, 1997  (ISBN 978-2842190958)
- Kofi et les buveurs de vie, 1998  (ISBN 978-2210977631)
- Cinq Anguilles dans une botte d'humains, Éditions Baleine, 1998  (ISBN 978-2842190934)
- Les Crocs de l'enfance, 1999  (ISBN 978-2207248003)
- Les Portes de Gandahar, 1999  (ISBN 978-2012000315)
- Cap sur Gandahar, 1999  (ISBN 978-2207248409)
- Une Nuit dans la tour de verre, 1999  (ISBN 978-2210977983)
- Requiem pour dix cerveaux en fugue, 1999  (ISBN 978-2080676535)

### Années 2000
- Le Petit Garçon qui voulait être mort, Manitoba - Les Belles Lettres, 2000
- L'Œil derrière l'épaule, Librairie des Champs-Élysées, coll. « Le Masque » no 2455, 2001  (ISBN 2-7024-3055-4)
- La Cachette, Éditions du Masque, 2001
- Les Rebelles de Gandahar, 2002, Mango, coll. "Autres Mondes" no 11  (ISBN 978-2740413616)
- La Dernière Pluie, 2003Parue dans Demain la Terre, Mango, coll. « Autres Mondes » no 17
- Marée descendante, 2003Parue dans Demain la Terre, Mango, coll. « Autres Mondes » no 17Les morts ont la vie dure, 2003, éditions Arcadia
- De vagues et de brumes, Les éditions du rocher, coll novella SF, 2004,  (ISBN 9782268052113)
- Zombies : Un horizon de cendres, Pocket, 2004  (ISBN 978-2266177221)
- Le Passager de la maison du temps[14], Bayard Jeunesse, 2005
- L'Exilé de Gandahar, 2005
- Le Météore de Sibérie, 2005
- Le Monde enfin, 2006Prix Julia-Verlanger 2006
- Les Gros Seins de la petite juive, Après la lune, 2006
- Buveurs de vie[15], Le navire en pleine ville, 2006
- Tous ces pas vers l'Enfer, Glyphe, 2008
- Guerre des mondes !, Les Moutons électriques, 2009
- Très loin de la terre, Bragelonne, 2009
- C'est un peu la paix, c'est un peu la guerre, La Clef d'Argent, 2009

### Années 2010
- La Maison qui glissait, Le Bélial', 2010
- Nouvelles de poche, La Clef d'Argent, 2012
- L’Affaire du calmar dans le grenier, ActuSF, 2013
- Soixante-six synopsis, La Clef d'Argent, 2013
- 100 ans et plus de cinéma fantastique et de science-fiction, Rouge profond, 2013
- Aubes trompeuses, La Clef d'Argent, 2014
- La Guerre au cinéma et à la télévision, Vendémiaire, 2018, 576 p.

### Années 2020
- Anthologie des dystopies : Les Mondes indésirables de la littérature et du cinéma[16], Vendémiaire, 2020, 348 p.Prix Bob-Morane 2020
- Un enfant qui mord, Gore des Alpes, 2024
- Un siècle de S.F., écrite et dessinée vue de France des années 1920 à nos jours (avec Jean-Pierre Fontana et Claude Ecken), Encrage/Les Belles Lettres, 648 p., 2024  (ISBN 978-2251455761)
- Gandahar, intégrale (rassemblant tous les récits de la série, y compris une nouvelle inédite), Mnémos, 868 p., 2024  (ISBN 978-2-38267-160-3)

### Nouvelles
- Rien qu'un peu de cendre, et une ombre portée sur un mur (1984)
- Condamné, 1997Parue dans Ténèbres no 1, 1998
- Le Portrait de Marianne, 1999Parue dans Ténèbres no 6, 1999
- Il suffit d'un rien, 2001Parue dans Ténèbres no 13, 2001
- Incertain 11 septembre, 2003Parue dans Noirs complots (dir. Pierre Lagrange), 2003
- La Reine de Gandahar, 2024Parue dans Gandahar, intégrale

### Livre audio
- Jean-Pierre Andrevon (auteur et narrateur), Quelques pas vers l'enfer, Saint-Jean-de-Moirans, Livrior, 2 septembre 2009 (ISBN 978-2-915629-37-8, BNF 42068167, présentation en ligne)Support : 1 disque compact audio MP3 ; durée : 1 h 44 min environ ; référence éditeur : 42068167g. Ce livre audio regroupe des nouvelles issues des recueils Tous ces pas vers l'enfer (2008, pistes 2, 4 et 5) et C'est un peu la paix, c'est un peu la guerre (2009, pistes 1, 3 et 6). Liste des nouvelles : 1, Le Combattant (4 min 10 s) ; 2, Le Sacrifice (54 min 7 s ; 3, Le Facteur (3 min 24 s) ; 4, Le Cimetière de Rocheberne (9 min 34 s) ; 5, Tu n'as pas fini d'en baver (30 min 16 s) ; 6, La Bête (2 min 47 s).

## Prix et distinctions
- Grand prix de l'Imaginaire dans la catégorie Roman francophone en 1990 pour Sukran[6]
- Prix du roman d'aventures 2001 pour L'Œil derrière l'épaule
- Prix Julia-Verlanger 2006 pour Le Monde enfin
- Prix Bob-Morane 2020 pour Anthologie des dystopies : Les Mondes indésirables de la littérature et du cinéma

## Festivals
- Membre du jury courts-métrages, 4e Festival International du Film Fantastique d'Audincourt, Bloody week-end, en 2013.